# دولت بولتائف
دولت بولتائف (انگلیسی: Davlat Boltaev؛ زادهٔ ۱۳ ژانویهٔ ۱۹۹۹) بوکسور اهل تاجیکستان است.